# Llucià i Marcià
Llucià i Marcià van ser dos germans, màrtirs a Nicomèdia durant la persecució dels cristians empresa per Deci, a mitjan segle iii. En època indeterminada van arribar-ne part de les relíquies a Vic, on van instal·lar-se a l'església de Sant Sadurní, actualment de la Pietat, prop del temple romà de Vic. Trobades en 1050, gràcies a les visions del prevere Ramon Ferrer, va revifar-se llavors el culte al sants, que van ser elegits com a patrons de la ciutat. A partir d'aquest culte es va crear una tradició pròpia que, sense fonament històric, fa als sants nascuts a Vic, desdoblant la personalitat dels sants originals de Nicomèdia.

## Hagiografia

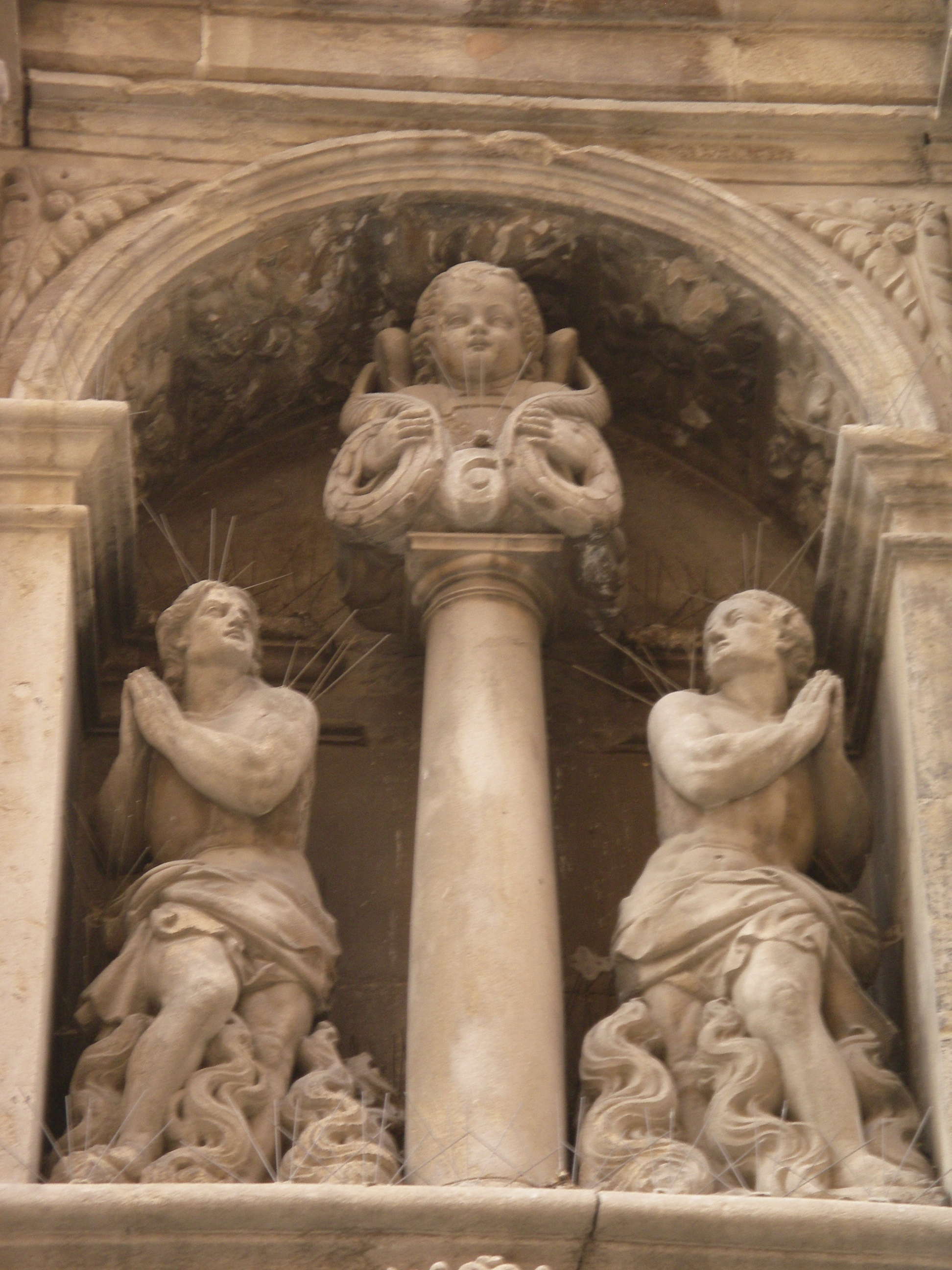
Els sants en una fornícula a la façana lateral de l'Ajuntament de Vic

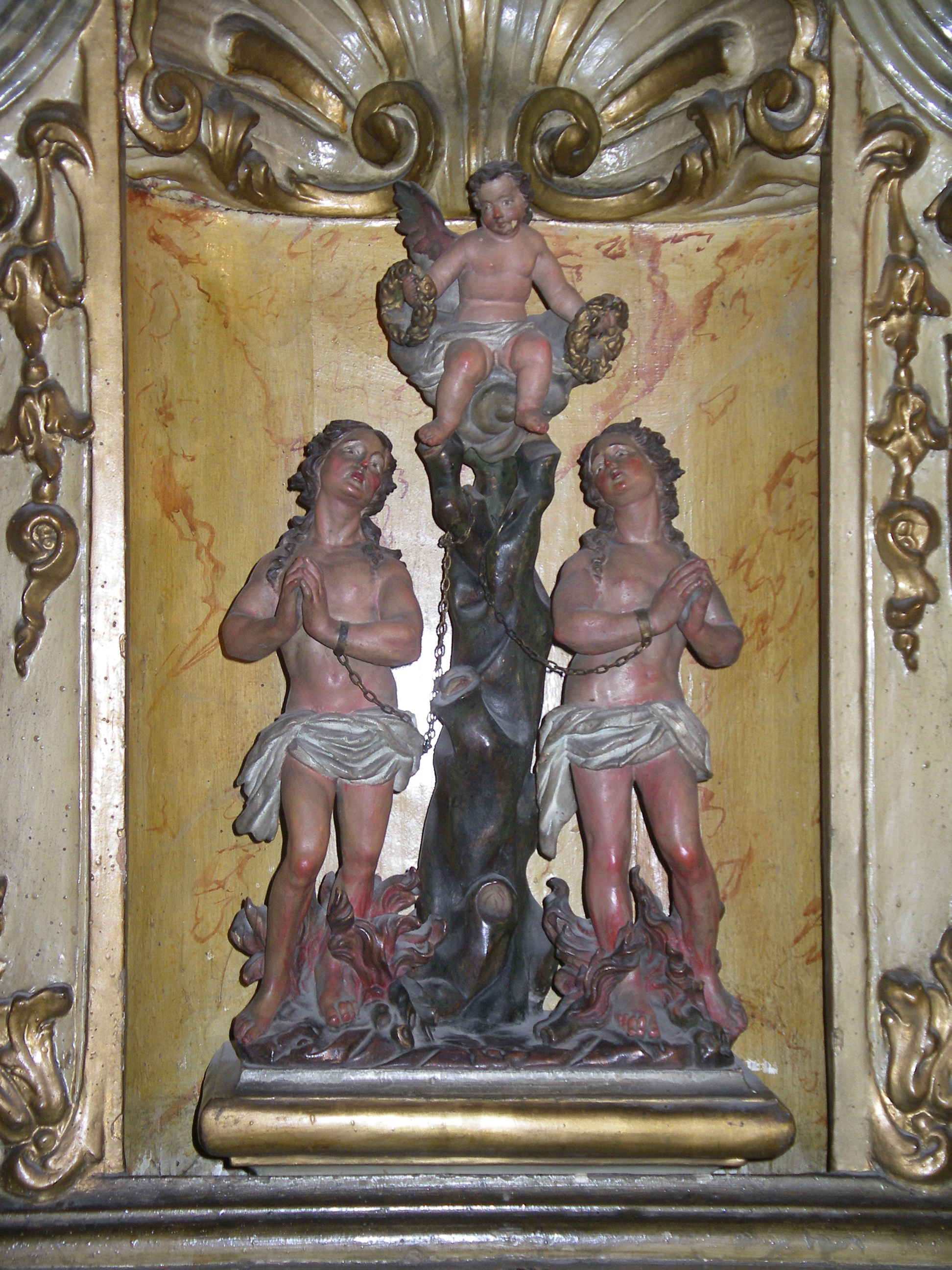
Els sants a la predel·la d'un retaule del s. XVIII (Barcelona, Església de Sant Sever, Museu de la Catedral)

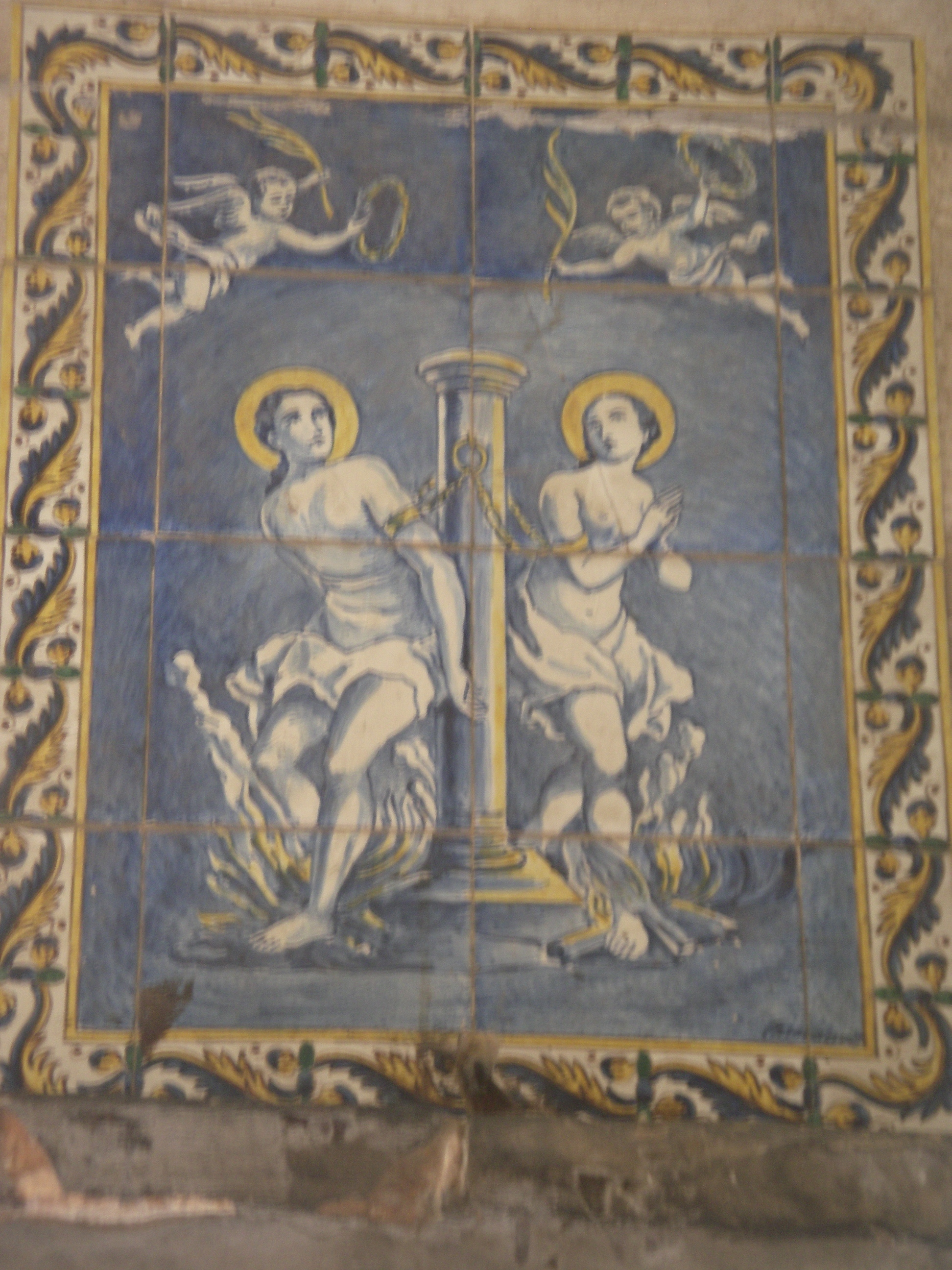
Els sants en un plafó de rajola a la Plaça Major de Vic

Les actes del seu martiri, en bona part llegendàries, els presenten com a mags que, per tal d'aconseguir els seus objectius invocaven el dimoni. En una ocasió van conèixer una jove a qui van voler seduir amb els seus conjurs; la jove, però, era cristiana i s'havia consagrat a Déu. En veure que no accedia a les seves peticions, van invocar el diable i aquest els digué que no podia fer res contra Crist. Llucià i Marcià van veure la llum i, penedits, van convertir-se al cristianisme: van cremar els seus llibres a la plaça pública, i es van fer ermitans, tot predicant la paraula de Déu. Detinguts per les tropes de Deci, van ser condemnats a mort i cremats en una foguera, el 26 d'octubre de l'any 255.

## Devoció a Vic
Van ser patrons de Vic des del 1551, que van substituir Sant Pere, titular de la catedral, fins que, el 1862, va ser triat com a patró Sant Miquel dels Sants. Des de llavors, els Sants màrtirs de Vic van quedar en un segon pla i la seva devoció s'ha anat perdent. Del passat, són testimonis nombroses capelletes i imatges repartides per les façanes de la ciutat, representant els màrtirs. En cas de sequera persistent, les relíquies eren dutes fins al santuari de la Mare de Déu de la Gleva.
A partir del segle xiv, arran de la seva proclamació com a patrons, va difondre's la idea que havien nascut a Vic. Enrique Flórez i La Fuente admeten aquesta tradició, com Joaquim Salarich (1854), però ja Jaime Villanueva, al Viaje literario a la iglesias de España i la historiografia moderna, en general, la rebutja, ja que els martirologis més antics, com el Martyrologium Hieronnymianum, situen el martiri a Nicomèdia o província romana d'Àfrica.
La cova on suposadament van fer penitència els dos joves se situa sota del serrat de Santa Llúcia de Sobremunt on hi ha una capella troglodítica dedicada als dos màrtirs.
Jacint Verdaguer els va dedicar en 1865 el seu primer gran poema: Dos màrtirs de ma pàtria, o sia, Llucià i Marcià. Entre les seves últimes estrofes hi ha:
Eixos foren tos màrtirs, gran Ausona;
un jorn feren als bons esgarrifança,
i a qui els baixà la palma i la corona,
de purs après varen tenir semblança:
son viure fou de curt llisquívola ona
que rodola en cap vespres de bonança
però de l'arbre en l'altre món se mida
lo fruit que porta, no la llarga vida.
Els foren els primers que per ta plana
feren lo nom de Cristo ressonar-hi ...